# Karl Zuchardt
Karl Zuchardt (10. února 1887, Lipsko – 12. listopadu 1968, Drážďany) byl německý spisovatel a dramatik.
V roce 1960 byl vydán jeho historický román Stirb, du Narr o rozepři mezi anglickým králem Jindřichem VIII. a Thomasem Morem, který byl v češtině vydán v roce 1973 s názvem Zemři, blázne.

### Přehled děl v originále
- Der Spießrutenlauf : Roman. 18. vyd. Halle (Saale): Mitteldeutscher Verlag, 1974. 349 S.
- Die Stunde der Wahrheit: Abschied und Ende. Halle (Saale): Mitteldeutscher Verlag, 1965. 533 S.

### České překlady
- Zemři, blázne. 1. vyd. Praha: Práce, 1973. 542 S. Překlad: Jana Pecharová